# Вірмено-азербайджанський прикордонний конфлікт (з 2021)
Вірмено-азербайджанський прикордонний конфлікт — прикордонний конфлікт між Вірменією та Азербайджаном, який почався 12 травня 2021 року, коли ЗС Азербайджану перейшли кордон Вірменії на кілька кілометрів у провінціях Сюнік і Ґегаркунік. Азербайджан не вивів війська з вірменської території, незважаючи на заклики Європарламенту, США та Франції — двох із трьох головних країн Мінської групи ОБСЄ.

## Перебіг подій

Карта із зображенням територій Вірменії, зайнятих Азербайджаном (2023)

Після війни в Нагірному Карабасі 2020 року президент Азербайджану Ільхам Алієв заявив, що Єреван, Зангезур (Сюнік) і Севан (Ґегаркунік) є історичними землями, на яких азербайджанський народ жив століттями. У заяві від квітня 2021 року він сказав, що якщо Вірменія не погодиться надати Зангезурський коридор (з Нахічевані у західний Азербайджан) через Сюнік, Вірменії, відповідно до угоди про припинення війни в Нагірному Карабасі 2020 року, то Азербайджан змусить Вірменію зробити це. За даними влади Вірменії, у тристоронній заяві про припинення вогню не згадують ні «Зангезур», ні слово «коридор», і що «угода стосується тільки розблокування регіональних комунікацій».
18 квітня 2023 року, прем'єр-міністр Вірменії Нікол Пашинян, виступаючи в парламенті республіки погодився з тим, що Нагірний Карабах, який Єреван завжди, хоч і не оголошуючи про це офіційно, вважав своєю частиною («республіка Арцах»), юридично є частиною Азербайджану. «Зараз я хочу підтвердити, що Республіка Вірменія повністю визнає територіальну цілісність Азербайджану, і ми очікуємо, що Азербайджан зробить те саме, визнавши всю територію колишньої Вірменської РСР Республікою Вірменія», — заявив Нікол Пашинян.

## Хронологія подій

### Травень 2021
12 травня надходили повідомлення про перехід азербайджанських солдатів на територію Вірменії у двох районах уздовж вірмено-азербайджанського кордону. Територія навколо озера Сев, розташована на схід від села Ішханасар і гори Мец Ішханасар, на північ від міста Горіс і села Акнер Сюнікській області. Прем'єр-міністр Вірменії Нікол Пашинян заявив, що повідомлення про просування Азербайджану по озеру Сев вірні і що ведуться переговори про виведення азербайджанських військ, заявивши, що вірменські сили зупинили просування без будь-яких сутичок.
Вірменська сторона стверджує, що згідно з радянськими мапами озеро розділене на дві нерівні частини, більша з яких знаходиться в межах Вірменії, а менша частина належить Азербайджану. Але азербайджанські солдати показали вірменським прикордонникам свою карту, на якій все озеро належить Азербайджану і відмовилися покинути територію.

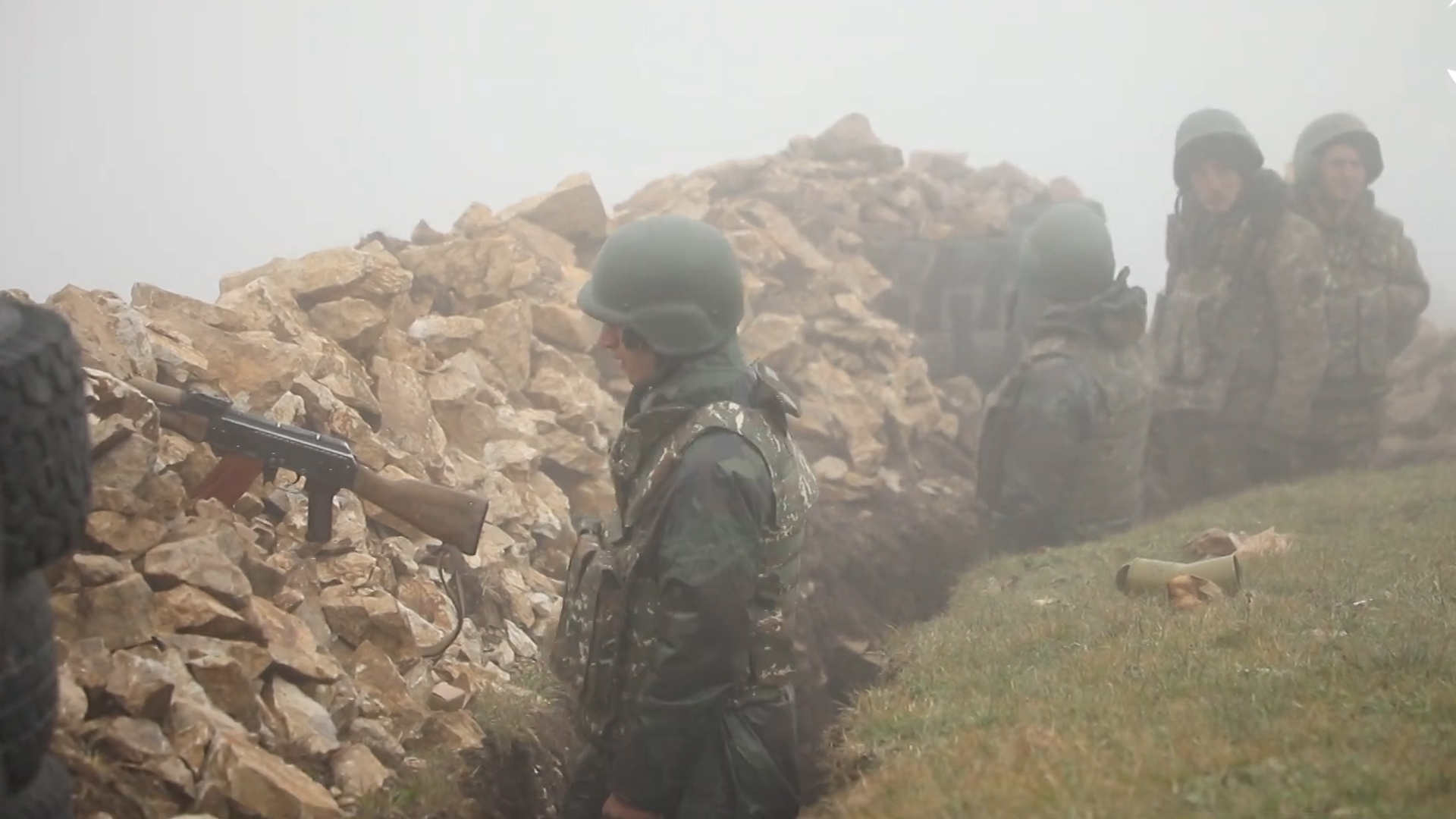
Вірменські позиції в північно-східному напрямку Вірменії, які, за даними МО Вірменії, були атаковані азербайджанськими військами 28.07.2021

### Березень 2022
У ніч із 7 на 8 березня 2022 року на ділянці в місті Шуша, яке контролює Азербайджан, стався вибух газопроводу з Вірменії, після чого на непідконтрольних азербайджанській владі територіях почалися проблеми з газопостачанням.
27 березня ЗС Азербайджану взяли висоту Караглух і гірський хребет, що дає змогу «нависати» над ділянкою «Ходжали — Ханкенді» (на Півночі).

### Серпень 2022
3 серпня 2022 року у відповідь на відмову Вірменії вивести підрозділи своїх збройних сил з території колишньої Нагірно-Карабаської Республіки та вчинення терористично-диверсійних актів на території Азербайджану, що призвели до смерті азербайджанських військових, Азербайджан оголосив про проведення контртерористичної операції «Відплата» За допомогою ударних БПЛА було знищено декілька одиниць вірменської військової техніки..

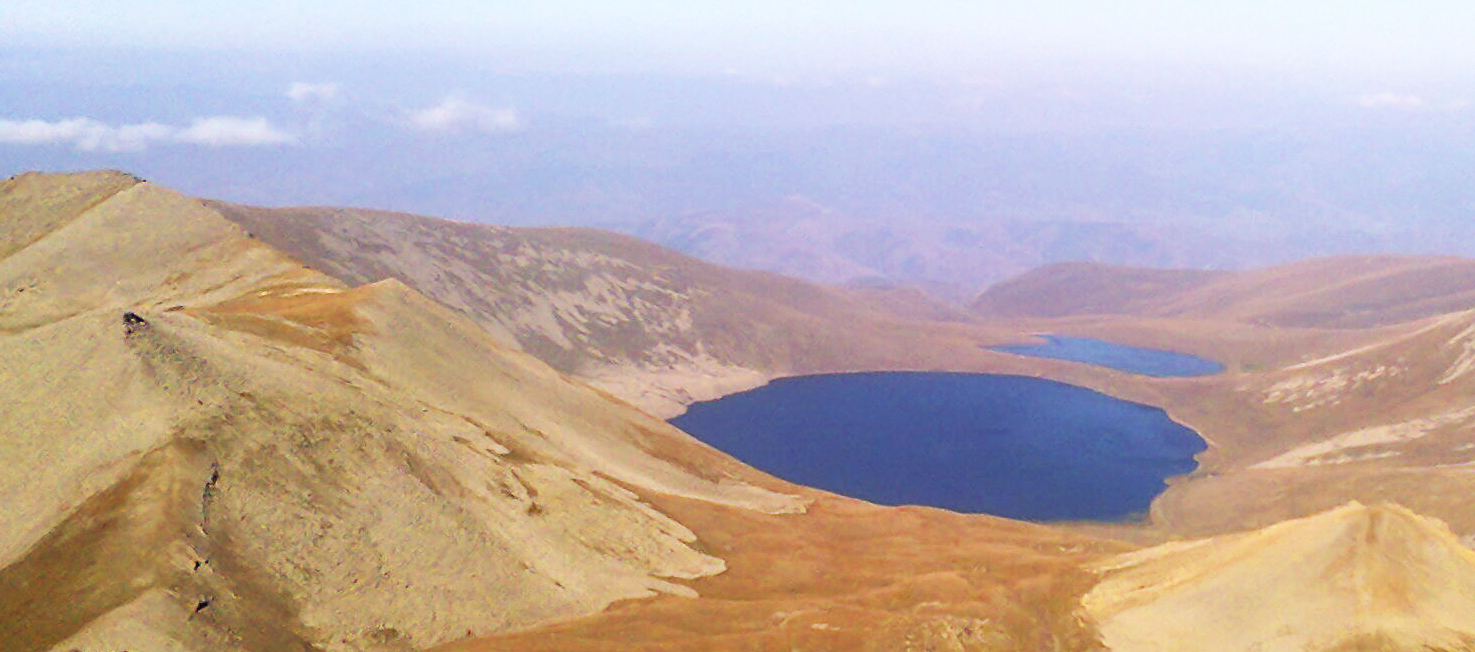
Озеро Сев, Азербайджан

### Вересень 2022
У ніч на 13 вересня на кордоні Азербайджану та Вірменії почалися бойові дії. Азербайджан звинуватив Вірменію у скоєнні широкомасштабної провокації на державному кордоні. Відповідне повідомлення опублікувало міністерство оборони Азербайджану. У відомстві повідомили, що збройні сили Вірменії здійснили широкомасштабні диверсії на Дашкасанському, Кельбаджарському та Лачинському напрямках. Вказується, що вірменські ДРГ у темний час доби замінували ділянки між позиціями підрозділів азербайджанської армії та дорогами постачання в різних напрямках. Своєю чергою у міноборони Вірменії повідомили, що Азербайджан відкрив вогонь з артилерії та великокаліберної зброї у бік населених пунктів Ґоріс, Сотк та Джермук.
Згідно заяви прем'єр-міністра Вірменії Нікола Пашиняна, на тлі міжнародних закликів до негайного припинення бойових дій між країнами, Вірменія втратила щонайменше 49 солдатів під час останніх сутичок на кордоні з Азербайджаном. «Наразі ми маємо 49 (солдатів) убитих, і, на жаль, це не остаточна цифра», — сказав Пашинян у парламенті. За офіційними даними, за два дні зіткнень загинуло 105 вірменських військовослужбовців і 71 солдат із азербайджанської сторони.

### Березень-травень 2023
5 березня в Нагірному Карабасі сталася стрілянина, були загиблі та поранені. За даними МО Азербайджану, азербайджанці зупинили підозрілий транспорт із Вірменії для перевірки, після чого звідти відкрили вогонь. Версія Вірменії відрізняється.
30 квітня Вірменія та Азербайджан взяли участь у переговорах у Вашингтоні, щоб спробувати нормалізувати відносини.
11 травня Азербайджан та Вірменія звинуватили один одного в обстрілах на кордоні, було поранено солдатів з обох країн. Згідно повідомлення агенції Сіньхуа, в результаті перестрілки військових на кордоні Вірменії та Азербайджану загинула одна людина, ще четверо отримали поранення.
26 травня 2023 року посол Азербайджану у Франції повідомив, що Азербайджан та Вірменія можуть підписати мирну угоду щодо врегулювання конфлікту навколо Нагірного Карабаху, коли лідери обох країн зустрінуться на саміті Європейської політичної спільноти у Молдові наступного тижня. За інформацією дипломатичних джерел агентства Reuters, планується, що на полях саміту Європейської політичної спільноти 1 червня 2023 року президент Азербайджану Ільхам Алієв та прем'єр-міністр Вірменії Нікол Пашинян проведуть переговори на найвищому рівні за участю президента Франції Еммануеля Макрона та канцлера Німеччини Олафа Шольца.

### Вересень-грудень 2023
4 вересня на кордоні Вірменії та Азербайджану повторилися бойові зіткнення, загинуло щонайменше троє військових.
19 вересня Азербайджан почав військову операцію на території Нагірного Карабаху. Вже наступного дня, 20 вересня, керівництво Нагірно-Карабаської Республіки погодилось вивести військових, розформувати та повністю роззброїти формування армії оборони Нагірного Карабаху.
24 вересня 2023 року 120 тис. вірмен Нагірного Карабаху планували виїхати до Вірменії, побоюючись етнічних чисток. Станом на 27 вересня, до Вірменії повернулася третина населення НКР (42,5 тис. осіб).
28 вересня «влада» Нагірного Карабаху оголосила про припинення існування невизнаної республіки. За даними МО Азербайджану, протягом військової операції у Карабасі за 19-20 вересня ЗС Азербайджану втратили 700 осіб. Того ж дня Вірменія подала до суду ООН позов проти Азербайджану за звинуваченням у дискримінації в Нагірному Карабасі. У відповідь в МЗС Азербайджану заявили, що це розпалювання расової ненависті.
20 жовтня Вірменія та Азербайджан за європейського посередництва затвердили дорожню карту з нормалізації відносин. У грудні сторони домовилися про обмін полонених та обговорили подальші відносини.